# Terziyán
Terziyán (del ruso: Терзиян) es un seló del raión de Tuapsé del krai de Krasnodar, en el sur de Rusia. Está situado en las estribaciones del Cáucaso Occidental, en la cabecera del río Pshish, 30 km al nordeste de Tuapsé y 98 km al sur de Krasnodar, la capital del krai. Tenía 239 habitantes en 1999.
Pertenece al municipio Oktiábrskoye.

## Historia
La localidad fue fundada en 1868. Debe su nombre al del primer inmigrante, Akop Terziyán. El apellido proviene del armenio terzi, que significaría "sastre de alto nivel". Entre el 25 de abril de 1925 y el 25 de agosto de 1953 perteneció al raión nacional armenio.